# Jens Christian Madsen
Jens Christian Madsen (Kopenhagen, 1 februari 1970) is een Deens voormalig voetballer die speelde als verdediger.

## Carrière
Madsen maakte zijn debuut voor Køge BK waar hij na twee seizoenen alweer vertrok naar Brøndby IF. Bij die club speelde hij tot in 1994, toen stapte hij over naar Aalborg BK waar hij vier seizoenen speelde. Hij speelde tussen 1997 en 2001 voor Herfølge BK en daarna volgde in korte periode het Schotse Livingston FC en het Griekse Skoda Xanthi. Daarna keerde hij weer terug naar Herfølge BK.
Hij was jeugdinternational voor Denemarken en nam deel aan de Olympische Spelen in 1992.

## Erelijst
- Brøndby IF
  - Landskampioen: 1988, 1990, 1991
  - Deense voetbalbeker: 1989, 1994
- Aalborg BK
  - Landskampioen: 1995
- Herfølge BK
  - Landskampioen: 2000

1 Jørgensen ·
2 Helveg ·
3 Laursen ·
4 Thomsen ·
5 Frank ·
6 Kjeldbjerg ·
7 Madsen ·
8 Ekelund ·
9 Molnar ·
10 Frandsen ·
11 Møller ·
12 Risager ·
13 Tøfting ·
14 Højer ·
15 Hansen · 
16 Flies ·
17 Mosegaard Madsen ·
18 Larsen ·
19 Andersen ·
20 Johansen ·
Coach: Jensen